# Salah Jamal
Salah Jamal (Nablús, Palestina, 16 d'octubre de 1951) és un metge, historiador i escriptor català d'origen palestí. Conferenciant de múltiples disciplines, col·labora amb diversos mitjans de comunicació. Ha estat professor de Diversitat Cultural a la Universitat de Vic i dona classes al Màster Món Àrab i Islàmic de la Universitat de Barcelona.
El seu llibre més reeixit, Aroma àrab (1999), ha estat guardonat amb el premi al millor llibre de cuina estrangera Salon Livre Gourmand 2000-França.

## Obres publicades
- Aroma Àrab: receptes i relats, 1999
- Palestina, ocupació i resistència, 2001, manual pràctic sobre la qüestió palestina i el conflicte àrabo-israelià
- Catalunya en quatre pinzellades, 2001
- La resistencia de la economía palestina, 2003
- Lluny de l'horitzó perfumat, 2004, novel·la
- Allò que cal saber sobre els àrabs, 2012, assaig divulgatiu
- Naqba, 48 relats de vida i resistència a Palestina[3], 2018, amb il·lustracions de Miquel Ferreres

## Premis
- Salon Livre Gourmand de cuina estrangera Périgueux-France, (2000).
- Nijmet Al-Quds, lliurat per la Unió General d'escriptors i poetes de Palestina.